# Jean Méo
Pour les articles homonymes, voir Méo.
Jean Méo, né le 24 avril 1927 à Vosne-Romanée, est un haut fonctionnaire et un homme politique français.

## Biographie
X (1947), Ingénieur général des mines, Jean Méo est conseiller technique au cabinet du président de la République Charles de Gaulle, entre 1958 et 1960. Directeur général de l'Union générale des pétroles (UGP) en 1964, Jean Méo devient directeur général délégué de France éditions et publication (FEP) qui édite le quotidien France-Soir en 1972. 
Auparavant, il a successivement occupé les postes :
- Ingénieur en stage aux Houillères du Bassin de Lorraine (1952-1953).
- Chef du sous-arrondissement minéralogique de Lille.
- Professeur à l'Institut Industriel du Nord (1954-1956).
- Conseiller technique aux Cabinets de MM. Paul Ramadier et de Pierre Pflimlin, Ministre des Finances (1957).
- Chargé de Mission au Cabinet du Général de Gaulle (1958).
- Chargé de Mission au Secrétariat Général de la Présidence de la République (1960).
- Adjoint au Directeur Général de l'U.G.P. (1960-1963).
- Directeur Général de l'U.G.P. (1963-1966).
- Directeur Général Adjoint de la Direction Raffinage Distribution de Elf-ERAP (1-1-66).
- Administrateur-Directeur Général de SOCANTAR (depuis 1970).
- Administrateur d'Elf Distribution.

Il est ensuite président de l'agence Havas de 1974 à 1978. Conseiller économique de Jacques Chirac en 1979, il est nommé peu après secrétaire général adjoint du RPR. Candidat sur la liste « Défense des intérêts de la France en Europe » (DIFE) lors des élections européennes de juin 1979, il siège finalement à Strasbourg pendant un an entre 1981 et 1982. 
Il est président de l'Institut français du pétrole de 1986 à 1992.

## Détail des fonctions et des mandats
Mandat parlementaire
- 18 septembre 1981 - 30 septembre 1982 : Député européen